# Lewis Bridger
Lewis Alan Bridger (ur. 4 listopada 1989 w Hastings) – brytyjski żużlowiec.

## Życiorys
Trzykrotny finalista IMŚJ. Złoty medalista młodzieżowych indywidualnych mistrzostw Wielkiej Brytanii (2009).
Przed sezonem 2021 postanowił wrócić do ścigania na żużlu.

## Przynależność klubowa
Wielka Brytania
- Weymouth Wildcats (2005)
- Eastbourne Eagles (2006–2009)
- Peterborough Panthers (2010)

Polska
- Włókniarz Częstochowa (2007–2010)
- Start Gniezno (2011–2012)
- ROW Rybnik (2013)

## Osiągnięcia
Indywidualne mistrzostwa świata juniorów
- 2007 -  Ostrów Wielkopolski - 10. miejsce - 6 pkt →  wyniki
- 2008 -  Pardubice - 10. miejsce - 6 pkt →  wyniki
- 2009 -  Goričan - 9. miejsce - 7 pkt →  wyniki

Drużynowe mistrzostwa świata juniorów
- 2007 -  Abensberg - 2. miejsce - 11 pkt →  wyniki